# Almendra (banda)
Almendra fue una banda de rock argentino formada en 1967 en el barrio porteño de Belgrano por Luis Alberto Spinetta (guitarra y voz), Edelmiro Molinari (guitarra y coros), Emilio del Guercio (bajo y coros) y Rodolfo García (batería). Junto a Manal y Los Gatos es considerado grupo fundacional del rock argentino. La banda se formó en 1967 y se separó en 1970. Entre 1979 y 1981 y en 2009 tuvieron dos reuniones. 
En una encuesta de 1985 realizada por Carlos Polimeni para Clarín, en la que participaron músicos y periodistas, su primer álbum Almendra fue considerado por la gran mayoría como el mejor disco de la historia del rock argentino.
Más recientemente, ha sido considerado por la revista Rolling Stone como el 6.º mejor del rock argentino, en tanto que su segundo álbum Almendra II fue colocado en la posición n.º 40. Su tema «Muchacha (Ojos de papel)» fue considerado la segunda mejor canción de todos los tiempos del rock argentino (tiene, a su vez Spinetta, otras nueve canciones entre las 100 mejores del pop-rock argentino).

## Historia

### Antecedentes

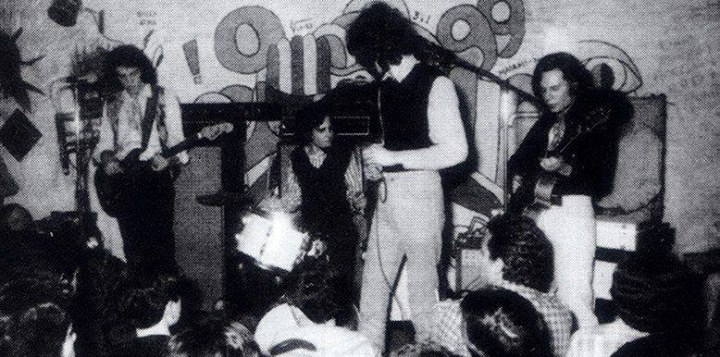
Zapada entre Claudio Gabis, Emilio del Guercio, Rodolfo García y Luis Alberto Spinetta (tres miembros de Almendra) en el boliche "Patacón 99" en 1969.

Almendra tuvo su origen a partir de dos bandas de rock en inglés del barrio Bajo Belgrano de Buenos Aires: Los Larkins y Los Sbirros. Los Larkins estaba liderada por Rodolfo García, futuro baterista de Almendra, un muchacho relativamente "grande", cuatro años mayor que "el Flaco" Spinetta. 
García además, aunque vecino del mismo barrio, iba a un colegio público industrial y trabajaba en un taller mecánico, lo que lo diferenciaba socialmente del grupo que compondría el resto de la banda. La otra banda que daría origen a Almendra fue Los Sbirros, integrada por alumnos del colegio al que asistía Spinetta, y que estaba liderada por Edelmiro Molinari, quien se destacaba por el dominio de la guitarra eléctrica, y que estaba integrada también por Emilio del Guercio y su hermano Ángel. 
Spinetta se inició en Los Larkins, pero en un momento tocaba en ambos grupos y los fue aproximando hasta fusionarlos.
Spinetta cursaba sus estudios secundarios en el colegio católico San Román, ubicado en su barrio de residencia. Con Del Guercio, eran compañeros de clase y de pupitre, donde establecieron una estrecha amistad, compartiendo rebeldías, gustos musicales y artísticos, llegando a formar un dúo, llamado Bundlemen, paralelo a Los Larkins y Los Sbirros, y un periódico en el que ambos dibujaban y satirizaban a sus profesores y al sistema educativo que imperaba entonces. Ambos versionaban canciones de Los Beatles, pero también interpretaban temas propios que en aquella época no eran bien vistos al ser pop compuesto y cantado en castellano.
Los Larkins fueron modificando su integración y cambiando su nombre, primero a Los Masters y luego a Los Mods. Con este nombre grabaron en 1966 un acetato con dos temas en inglés: "Faces and things" y "Free", cuyos autores fueron Guido Meda y Apócrifo, este último el seudónimo elegido por Spinetta para firmar aquellos iniciales temas.
Poco a poco Los Mods y Los Sbirros se fueron fusionando, hasta formar un quinteto integrado por Spinetta (voz), Rodolfo García (batería), Emilio del Guercio (bajo), Edelmiro Molinari (guitarra) y Santiago "Chago" Novoa (teclados). Era fines del año 1966, Del Guercio y Spinetta tenían 16 años y las bases de Almendra ya estaban sentadas.

Una de las cosas fundamentales que se hablaron en esa etapa embrionaria fue que sentíamos una ola de cosas que hablaban en castellano, sabíamos que existían Los Gatos Salvajes, Billy Bond... Medio que de ahí salió que nuestra música iba a ser en castellano. En esa etapa ya tenía compuesta "Plegaria para un niño dormido" o la zamba que después hice en Kamikaze ("Barro tal vez").  Lo nuestro era que queríamos ser todo a la vez: Piazzolla, Los Beatles, Los Doble Seis de París.            
Íbamos a escuchar jazz, nos gustaba el folklore de vanguardia, en ese momento venía Waldo de los Ríos con sonidos electrónicos y era descomunal, lo veía por televisión y me ponía a llorar porque decía: «Esto también es vanguardia».                            
Escuchábamos a Rovira, a Mederos, un montón de música que no era El Club del Clan. De todas esas conversaciones y horas perdidas, de todas esas cartas con Rodolfo, parte la premisa de crear una música con una libertad de horizonte total. Almendra no fue una casualidad.
Luis Alberto Spinetta

### Formación

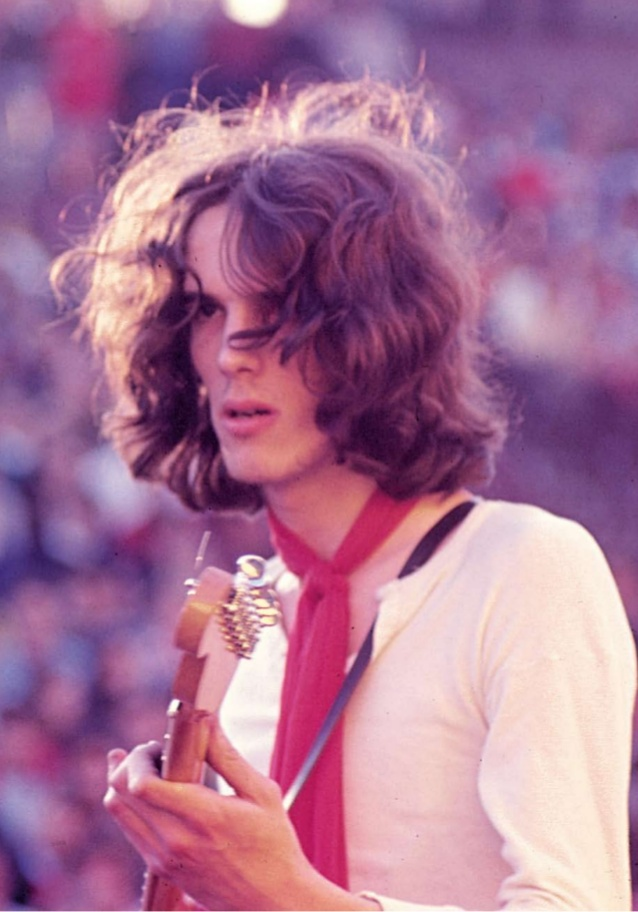
Spinetta tocando junto a Almendra en el Festival Pinap, 1969.

El grupo que formaría Almendra estaba listo a principios de 1967, pero Rodolfo García fue convocado al servicio militar. Ese hecho demoró un año la salida de la banda, precisamente en aquel año crucial, en el que "La balsa" de Los Gatos, un original rock cantado en español compuesto por Litto Nebbia y Tanguito, se convertía en un éxito masivo y marcaba el inicio de un nuevo estilo musical que sería conocido en Argentina como "rock nacional".
En la impasse de 1967, Luis Alberto y Emilio finalizaron el secundario, mientras ambos continuaban tocando con el dúo Bundlemen y Los Sbirros. En junio de 1967 García tuvo unos días de licencia y la banda, aún sin nombre estable, ensayó por primera vez. Pocos días después, durante el viaje de egresados de la división de Spinetta y del Guercio -al que éstos no fueron-, les llega la noticia luego desmentida de que había muerto un compañero del curso, muy amigo de Luis. Conmovido por la noticia escribió el que sería un año después, el primer éxito de la banda: "Tema de Pototo".
1967, 1968 y 1969 fueron años de grandes transformaciones culturales en Argentina y en el mundo, ubicando a la juventud como grupo social diferenciado: el verano del amor, que marcó el nacimiento del movimiento hippie, el asesinato del Che Guevara en Bolivia, el Mayo francés, el Cordobazo. En ese contexto surge la tendencia de fusionar las vanguardias del tango y el folklore que expresaría Almendra, en coincidencia con otros jóvenes argentinos embarcados en búsquedas similares, para originar un tipo de rock con clima local, cantado en español. El hecho constituyó una ruptura cultural de enormes proporciones, porque los patrones estéticos de ese momento no aceptaban la posibilidad de que el rock tuviera en manifestación autónoma en lengua española.

Veníamos del rock inglés y nos parecía cursi el castellano para hacer canciones, Tipos como él (Spinetta) y como Lito Nebbia nos abrieron el camino.
César "Banana" Pueyrredón

Yo tenía esas zambas pero no sabía como atravesar el abismo que existía entre el concepto tradicional de canción argentina y la pasión que despertaban en mi Los Beatles.

Yo ya había hecho muchas canciones en castellano, pero me daba miedo cantarlas. Las cantábamos siempre en el núcleo familiar. Temía que las interpretaran como cosas marcianas, que no eran naturales.
Luis Alberto Spinetta

En marzo del 68, Los Sbirros con Spinetta como invitado, fueron contratados para actuar en Rawson durante el carnaval. Con ese dinero Spinetta se compró su primera guitarra eléctrica y Del Guercio el bajo. Pocos días después García fue dado de baja y el grupo comenzó a ensayar diariamente en la casa de Arribeños 2853, de los padres de Spinetta, con una puntualidad rigurosa que se extendía entre las 17 y las 20:30. Novoa, el tecladista, simplemente dejó de ir a los ensayos y el quinteto quedó finalmente como el cuarteto que pasaría a la historia: Luis Alberto Spinetta (voz líder y guitarra), Rodolfo García (batería y voz), Emilio del Guercio (bajo y voz) y Edelmiro Molinari (guitarra líder y voz). 
La banda se llamó inicialmente Los Beatniks, La Organización y luego El Tribunal de la Inquisición, y se barajaron incluso nombres como Vicuña y Aquelarre (que después sería el nombre de la banda de Del Guercio y García) hasta que estos últimos dos propusieron el nombre definitivo: Almendra.

Fue una cosa que nos llevó meses, porque nosotros nos habíamos puesto nombres terribles: Vicuña, no sé, cada cosa... Hasta que Rodolfo y Emilio dijeron: “Ya está el nombre, es Almendra”. Y fue como encontrar “Eureka”. Nadie dijo: “Me parece que no”. En ese momento ya estaba la onda de que los grupos no tuvieran el “Los” adelante. Había salido el libro de Yoko Ono, Pomelo. Y Marmalade, y toda una moda de no poner más “Los” antes del nombre.
Luis Alberto Spinetta

A medidos de 1968, en un debate posterior a un recital de Los Gatos en el Teatro Payró, Spinetta y Del Guercio llamaron la atención de Ricardo Kleiman, conductor del programa radial Modart en la noche, de enorme influencia en la juventud de aquellos años. Pocos días después Kleiman fue a ver un ensayo de la banda, donde tocaron el tema "Where are you going Mary Sue?", un tema en inglés del propio Spinetta. Kleiman quedó complacido y les ofreció grabar un simple en RCA con Rodolfo Alchourron como director artístico. El disco fue editado en noviembre y salió a la venta al año siguiente, con "Tema de Pototo" como lado A, y "El mundo entre las manos", como lado B. El primero un tema compuesto por Spinetta con Edelmiro Molinari, y el segundo compuesto por Rodolfo Garcia y Spinetta.
En agosto, la revista Pinap realizó una de las primeras crónicas referidas a Almendra:

Almendra se llama el conjunto que seguramente se va a convertir en la sensación de la próxima primavera porteña. El capo del grupo, José Luis (sic), según algunos de los entendidos, está destinado a ser una especie de prolífico Lennon argentino.

Ese mismo año la discográfica RCA Víctor utiliza varios temas de Spinetta para que los graben otros artistas de la compañía. De este modo "Tema de Pototo" también lo graba Leonardo Favio bajo el título "Para saber como es la soledad", obteniendo un éxito rotundo en toda América Latina. Los In también graban "Where are you going Mary Sue?", el tema de Spinetta y Del Guercio que Kleiman escuchó cuando oyó por primera vez a Almendra, siendo incluido en el álbum Nuestra juventud, lanzado ese mismo año.
El debut de Almendra se produjo en Mar del Plata, en enero de 1969, en la discoteca Matoko's que estaba ubicada en la avenida Constitución, centro de la vida nocturna del balneario, donde tocó durante todo el verano. El diario local El Trabajo realizó la siguiente crónica:

El conjunto suena realmente bien. Los muchachos se llaman Carlos Emilio, Rodolfo, Teddy y Luis Alberto. Algunos tienen chivita y todos pelo largo, muy largo. Promedian veinte años y no les gusta cantar en inglés, aunque guste como cantan en inglés. "Se terminó la época de repetir lo que hacen los demás o de hacer traducciones y listo. Tenemos que cantarle a lo nuestro, a lo auténtico", dicen.

En marzo, luego de terminar la temporada veraniega, fueron invitados primero a tocar al Festival de Ancón, en Perú, donde hicieron dos presentaciones, y el 24 de marzo realizaron su primera actuación en público en Buenos Aires, en el Instituto Di Tella, en el marco de un proyecto llamado Tres espectáculos beat, en el que también tocó Manal, otra de las bandas que estaban fundando el "rock nacional". Dos semanas después se presentaron en el Teatro del Globo de Buenos Aires, estrenando varias canciones de Spinetta que integrarían el primer LP, como "Fermín", "Figuración" y "Ana no Duerme", algunas del segundo, como "Hoy Todo el Hielo en la Ciudad" y "Campos Verdes", y otros temas que nunca fueron editados, como Hombre de Luz”, “Aunque Pudo Ser”, “Para que me Sigas”, “Todo el Hielo en la Ciudad (Continuación)", "Chocolate”, “Mosca Muerta”, “Vine al Planeta” y “Desde el Alma”. 
Almendra cerró aquel recital con una versión jazzeada del clásico tango-vals "Desde el alma". El recital fue grabado casualmente y de manera casera por Amadeo Álvarez, cantante de Los In y amigo de la banda, y fue editado y lanzado como disco en 2004 por el diario Página/12, constituyendo un notable documento histórico, y en el que pueden escucharse temas de Spinetta que no existen en otras versiones como "Chocolate" y "Continuación del hielo en la ciudad".
Spinetta comenzaba a proponer un estilo inclasificable de música, sin preconceptos, en el que la poesía tuviera además un papel determinante. "Spinetta prueba que el acto poético en el rock es indisociable del sonido", dice Fernando García en el número que la revista La Mano dedicara íntegramente al músico en 2006.

### Muchacha
El grupo sacó otros dos singles ("Hoy todo hielo la ciudad/Campos Verdes" y "Tema de Pototo/Final") y realizó dos videoclips ("Campos verdes" y "El mundo entre las manos"), considerados unos de los primeros videoclips realizados en Argentina después de los que realizaran Los Gatos. El domingo 6 de junio en el Teatro Coliseo, en el ciclo de recitales organizados por la revista Pinap, estrenaron "Muchacha (ojos de papel)".                                                                                                          El tema expresaba los sentimientos de Spinetta por su primer gran amor, Cristina Bustamante, y se convertiría en una de las canciones más importantes de la música argentina; algo así como el Yesterday de The Beatles, pero con una poesía en su letra que superaba lo hasta entonces conocido en el pop internacional.

### Almendra I: un álbum histórico

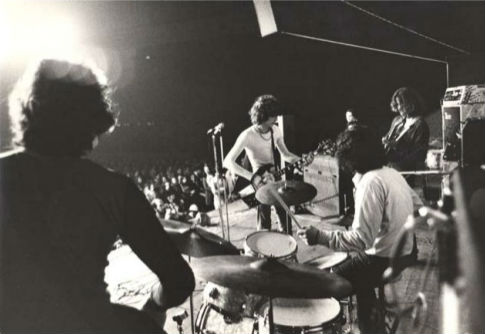
Almendra en concierto, 1970.

A finales de 1969 la compañía discográfica lanzó un nuevo sencillo con «Tema de Pototo» y «Final». El último fue originalmente programado para terminar su álbum debut, pero no se pudo concretar debido a las limitaciones de longitud de tiempo. El Grupo quería «Gabinetes espaciales» para ser el lado A de este simple pero RCA desea promover en su lugar a «Pototo». «Gabinetes...» finalmente se incluyó en el LP de la compilación Mis conjuntos preferidos (RCA Vik 3836).
Durante la segunda mitad de 1969 Almendra se dedicó a grabar su primer disco larga duración, un álbum histórico considerado en reiteradas ocasiones como el mejor álbum del rock argentino, y hasta uno de los mejores del mundo. Lanzado el 15 de enero de 1970, la tapa es un dibujo del propio Spinetta que representa a una especie de payaso llorando, con una flecha de juguete en la cabeza. La discográfica intentó desechar la ilustración perdiéndolo intencionalmente, pero Luis Alberto lo volvió a dibujar exigiendo que la portada se realizara según sus instrucciones. El dibujante Rep considera que es una de las diez mejores tapas que vio en su vida.
El álbum está integrado por nueve temas, todos ellos de un inusual nivel y todos ellos destacados del cancionero argentino. Siete temas pertenecen a Spinetta: «Muchacha (ojos de papel)», «Figuración», «Ana no duerme», «Fermín», «Plegaria para un niño dormido», «A estos hombres tristes» y «Laura va». Los otros dos temas son «Color humano» de Edelmiro Molinari, una zapada de 9 minutos que rompía con las pautas comerciales de la discográfica, y «Que el viento borró tus manos» de Emilio del Guercio.
Sin duda el tema más destacado del álbum es «Muchacha (ojos de papel)». En el tema «Laura va», se destaca la participación en bandoneón Rodolfo Mederos, un músico de tango de la línea piazzoliana, en un caso de intercambio entre el tango y el rock muy inusual en aquella época. El álbum refleja una variedad de raíces musicales, desde el tango y el folklore, hasta Sargent Pepper's de Los Beatles, combinadas creativamente sin esquemas preconcebidos y con una complejidad poética que parecía incompatible con la difusión masiva, aunque ya el tango se había caracterizado por un sólido vínculo con la poesía.
La crítica de los medios fue dispar. En ese momento comenzó la actitud de Spinetta reacia hacia los grandes medios de comunicación.

A los tipos les reventaba que yo acentuara mal, tipo "plegariá" y otras pavadas así y gran parte de la resistencia que tengo hacia la prensa nació en ese momento cuando me di cuenta que varias revistas masivas como Gente o Siete Días hacían notas y tergiversaban las respuestas.
Luis Alberto Spinetta

Al cumplirse 40 años del lanzamiento del álbum Del Guercio reflexionó así sobre el significado del mismo:

Hoy aquellos temas son clásicos pero, en ese momento, eran considerados de vanguardia. Con el tiempo me di cuenta de que la mayoría de ellos están enhebrados por la tradición cancionística de nuestro país. Son canciones argentinas. La verdadera vanguardia revoluciona lo que hereda. Almendra, fue heredero de la mejor música argentina y combinó sus elementos sin ningún prejuicio.
Emilio del Guercio

### Almendra II y separación

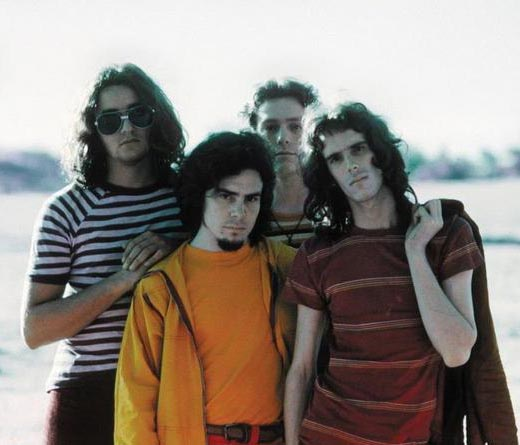
Foto de la tapa del álbum Almendra II.

El disco fue un éxito y consagró a la banda. Sin embargo las diferencias artísticas y personales entre sus miembros eran muy importantes, y luego de fracasar la preparación de una ópera rock, el grupo se separó, no sin antes editar ese mismo año un álbum doble, conocido como Almendra II, que contiene temas muy conocidos como «Rutas argentinas», «Los elefantes» (reacción a la crueldad de la película Mondo Cane), y «Parvas», un tema destacado por Spinetta por su perfil psicodélico.
La revista Rolling Stone lo consideró como el 40.º mejor álbum de la historia del rock argentino. A su vez, el tema «Rutas argentinas», fue considerado por el sitio Rock.com.ar como la 52.º mejor canción del rock argentino.
El álbum carece de unidad porque refleja las distintas proyecciones que habían emprendido los miembros de la banda en ese año. Para Spinetta se trataba de llegar al «paroxismo», de «que nuestra música se desintegrara».
Las razones de la separación de Almendra son complejas y cada integrante varía en el análisis. Lo cierto es que Almendra no pertenecía al grupo de roqueros «del centro», con un estilo de vida más duro, relacionado con las drogas y cruzado por intereses y luchas de poder, que su inclusión se realizó de maneras diversas, influyendo en la ruptura.
Entre las razones que Spinetta solía mencionar para la separación se destacan la ópera fallida y «el reviente» (término argentino referido al ambiente de la experimentación sin límites bajo el uso de estupefacientes) al que lo llevó un ambiente del que luego buscaría separarse. Para Luis Alberto jugó un papel muy importante la incapacidad de Almendra para asumir con seriedad su propia evolución musical, que se manifestó en el abandono de la disciplina de ensayos que caracterizó a la banda en sus inicios y que los llevó a no poder estrenar una ópera rock ya compuesta por Spinetta. Se iba a llamar Señor de las latas y su argumento era una representación en clave mágico-simbólica del propio movimiento roquero argentino que estaba surgiendo. 
Sus personajes eran Litto Nebbia, Moris, Tanguito, Javier Martínez, Roque Narvaja y Miguel Abuelo. Spinetta interpretaba al Mago de Agua, un ser extraterrestre que se convierte en pordiosero buscándose a sí mismo. La ópera debió haberse estrenado a mediados de 1970, pero la banda solo alcanzó a completar los ensayos del primero de los dos actos. No quedan registros grabados de la ópera, pero varios temas fueron interpretados luego por Spinetta, como «Obertura» (Almendra II) «Canción para los días de la vida» (A 18' del sol), «Ella también» (Kamikaze), «Canción del mago de agua», «Caminata», «Historias de la inteligencia» y «Viejos profetas de lo eterno», estos últimos cuatro interpretados en el recital de presentación de Kamikaze.
La rápida repercusión del grupo condujo a numerosas giras y shows, cuyas tensiones y fatigas desgastaron la relación entre sus miembros. A finales de 1970, la banda se disolvió. Una de sus últimas presentaciones fue en el Festival B. A. Rock de ese año, ante 10 000 personas, pero su recital de despedida, en un teatro del barrio de Flores, fue considerado uno de los mejores conciertos que haya ofrecido alguna vez una banda de rock en español.

### "Almendra no se divide, se multiplica"
"Ya no estábamos motivados para tocar juntos. No era lo mismo y tomamos la mejor de las decisiones que pudimos. Fue algo duro, una decisión jodida pero lo más sabio que podríamos haber hecho porque se trató de algo totalmente puro. Almendra no era lo que había sido dos años atrás, por diversas razones. Por 4 razones diferentes: porque había un Rodolfo, un Emilio, un Luis Alberto y un Edelmiro que no estaban funcionando como hacia dos años. En el momento en que de alguna manera podíamos capitalizarnos, no sólo a un nivel musical sino en todos los aspectos, decidimos separamos porque ya no estábamos como para producir la música en el nivel que podíamos hacerlo juntos. No fue, como decía algún tarado, por un problema de guita."
La frase corresponde a Edelmiro Molinari, en una de sus respuestas a la prensa sorprendida por la separación de una banda que en poco menos de un año se había convertido en la más exitosa del país.
El recital de despedida en Almendra, en un teatro del barrio de Flores, en Buenos Aires, está considerado uno de los más poderosos que un grupo de aquellos tiempos pudiera haber ofrecido. Almendra pasaba de ser un conjunto beat y pop a una banda progresiva con un sonido impensable para un grupo de habla hispana de entonces. Pero la disolución era irreversible mientras el sencillo Hermano Perro se tornaba en un éxito dentro de los ambientes del rock argentino.
Tras la separación, los miembros de Almendra emprendieron diversos proyectos: 
- Spinetta intentó armar un trío con Edelmiro Molinari llamado Tórax (Banda) que no dejó grabaciones. Luego viajó a Francia y a su regreso grabó un disco solista (Spinettalandia y sus amigos), para más tarde formar Pescado Rabioso;
- Edelmiro Molinari formó Color Humano (nombre de una canción de Almendra compuesta por él);
- Emilio del Guercio y Rodolfo García fundaron Aquelarre.

### La reunión de 1979-1981
La idea de reunir a Almendra nunca había dejado de rondar a los miembros. De hecho, cada vez que Edelmiro Molinari volvía a la Argentina (estaba radicado en Estados Unidos), los cuatro se reunían a comer un asado y a zapar. En esas ocasiones la reunión de Almendra surgía invariablemente, pero por una razón u otra terminaban dejándolo de lado.

Hubo veces que nos juntábamos a cenar para hablar del tema y al rato lo descartábamos. Decíamos: "no tiene sentido, lo vamos a hacer culposamente y va a salir una cagada"
Rodolfo García

Almendra volvió a reunirse en 1979 con el fin de realizar sólo dos presentaciones. Pero la inusitada convocatoria de público les llevó a ofrecer seis recitales en el estadio Obras, reuniendo 31 000 personas, una audiencia inesperada para una banda que hacía una década que se había separado, y sobre todo durante la última dictadura militar, en la que la represión había llegado al extremo del genocidio, donde el rock y los jóvenes resultaban automáticamente sospechosos.
Documentos secretos desclasificados en democracia, muestran la preocupación y el espionaje de la dictadura frente a la convocatoria popular de Almendra y el intento por evitar que esos recitales se realizaran.

(Almendra) ejecuta el género musical denominado rock nacional y sus integrantes hacen alarde de su adicción a las drogas, circunstancia que incluso es insinuada en las letras de algunas canciones que interpretan, como así también el desenfreno sexual y la rebeldía ante nuestro sistema de vida tradicional.
Radiograma 12782/803 del Ministerio del Interior a los gobernadores (4 de diciembre de 1979)

Luego de Obras tocaron en Rosario, Córdoba, Mendoza, y La Plata (donde se produjo una fuerte represión policial con casi 200 detenidos), Rosario y Punta del Este (Uruguay), para cerrar con un recital de «despedida» en el estadio mundialista de Mar del Plata ante 7000 personas, pero el éxito masivo los llevó a mantener la formación. El regreso de Almendra abrió las puertas a recitales cada vez más masivos de rock durante la dictadura, que estallarían luego de la Guerra de Malvinas, en 1982.
En marzo de 1980 lanzan el álbum doble del recital en Obras, y a fin de ese año comienzan a grabar un disco de estudio que saldría a la venta en diciembre bajo el nombre de El valle interior. El disco fue presentado en una gira por 32 ciudades, la primera gran gira de una banda argentina, que comenzó en Obras los días 6 y 7 de diciembre y terminó el 15 de febrero de 1981 en el festival cordobés de la ciudad de La Falda. Luego de eso la banda se separó, nuevamente afectada por problemas personales, sobre todo entre Spinetta y Molinari.

### La reunión de 2009
La siguiente y última reunión de Almendra se produjo el 4 de diciembre de 2009, en un concierto multitudinario donde Luis Alberto Spinetta reunió a todas sus bandas en un irrepetible espectáculo que duró más de cinco horas, denominado Spinetta y Las Bandas Eternas. Allí, Almendra demostró estar conjuntada como en los viejos tiempos e interpretó algunas de sus canciones más emblemáticas, como Color Humano, Hermano Perro, A Estos Hombres Tristes, Fermín y la inmortal Muchacha Ojos de Papel.

## Formación
- Luis Alberto Spinetta † - guitarra rítmica, voz líder (1967-1970) (1979-1981) (2009)
- Edelmiro Molinari - guitarra líder, voz (1967-1970) (1979-1981) (2009)
- Emilio del Guercio - bajo, voz (1967-1970) (1979-1981) (2009)
- Rodolfo García † - batería, voz (1967-1970) (1979-1981) (2009)

## Discografía
Álbumes de estudio
- Almendra (1969)
- Almendra II (1970)
- El valle interior (1980)

Álbumes en vivo
- Almendra en Obras I (1980)
- Almendra en Obras II (1980)
- En vivo en Teatro del Globo (2004)

## Premios y nominaciones

### Premios Carlos Gardel
| Año  | Categoría             | Trabajo              | Resultado | Ref.   |
| ---- | --------------------- | -------------------- | --------- | ------ |
| 2021 | Mejor videoclip largo | Almendra I - 50 años | Ganador   | [ 33 ] |